# 宮城県角田女子高等学校
宮城県角田女子高等学校（みやぎけんかくだじょしこうとうがっこう）とは、宮城県角田市にあった県立の女子高等学校である。2005年度より、それまであった男子校の宮城県角田高等学校と女子校である当校が統合され、共学校の宮城県角田高等学校となった。
2012年現在も校舎等はそのまま残されており、中島校舎と呼ばれている。ただし、校舎は使われておらず、校庭・体育館のみ使用されている。
略称は、角女（かくじょ）。

## 設置学科
- 全日制課程
  - 普通科

## 沿革
- 1907年（明治40年） - 宮城県伊具郡立角田女子実業学校創立
- 1911年（明治44年） - 宮城県伊具郡立角田実科高等女学校と改称
- 1919年（大正8年） - 宮城県伊具郡角田実科高等女学校と改称
- 1920年（大正9年） - 宮城県伊具郡角田高等女学校と改称
- 1921年（大正10年） - 宮城県角田高等女学校と改称
- 1948年（昭和23年） - 宮城県角田女子高等学校と改称
- 2004年（平成16年） - 創立97周年記念式典挙行
- 2005年（平成17年) - 宮城県角田高等学校と宮城県角田女子高等学校が統合して新たに宮城県角田高等学校が開校。

## 対白石女子高校定期戦
昭和38年から昭和47年までの11年間宮城県白石女子高等学校と定期戦をしていた。
これに影響を受け、角田高校と白石高校が定期戦をするようになった。

## 特徴
空手道部が有名だった。
全国大会で優勝したこともある。
この伝統は角田高校に引き継がれている。

## 所在地
- 宮城県角田市角田中島上250